# Station Lubinia Mała
Station Lubinia Mała is een spoorwegstation in de Poolse plaats Lubinia Mała.